# FROM ME TO YOU (YUIのアルバム)
『FROM ME TO YOU』（フロム・ミー・トゥ・ユー）は、日本のシンガーソングライター・YUIが2006年2月22日にSony Recordsから発売した1枚目のオリジナルアルバムである。

## 内容
初のアルバム作品。
今作にはインディーズ期に制作された楽曲からも選曲されている。既発シングルでは自身のことを描いた楽曲が多かったのに対し、新録曲では恋愛をテーマに描いた楽曲も制作された。このことに関してYUIは「人とのすれ違いだったり、上手く伝えられないことを恋愛に例えたりして書いている」と語っている。
タイトルはビートルズから引用され、その後のアルバムタイトルの方向付けにもなっている。 メジャーデビュー前は自身に向けて歌っていたが、メジャーデビュー後は自身の楽曲を聴いてくれるリスナーに対する感謝の気持ちが強くなったことに由来している。
今作は共同作詞に松本有加が携わるなど、偏にYUI単独で全楽曲は制作されていない。
オリコンチャートデイリー3位、初登場4位を獲得。シングル・アルバム通じて初のトップ5入りを果たした。

## 収録曲
| #         | タイトル             | 作詞               | 作曲      | 編曲                   | ストリングスアレンジ | 時間  |
| --------- | -------------------- | ------------------ | --------- | ---------------------- | -------------------- | ----- |
| 1.        | 「Merry・Go・Round」 | YUI                | YUI       | YUI、northa+           |                      | 3:52  |
| 2.        | 「feel my soul」     | YUI                | YUI       | Hideyuki DAICHI Suzuki |                      | 3:48  |
| 3.        | 「Ready to love」    | YUI、yukamatsumoto | COZZi     | COZZi                  |                      | 3:48  |
| 4.        | 「Swing of lie」     | YUI                | YUI       | northa+                |                      | 4:17  |
| 5.        | 「LIFE」             | YUI                | YUI       | northa+                |                      | 4:01  |
| 6.        | 「Blue wind」        | YUI                | COZZi     | COZZi                  |                      | 4:09  |
| 7.        | 「I can't say」      | YUI                | COZZi     | COZZi                  |                      | 3:37  |
| 8.        | 「Simply white」     | YUI                | YUI       | northa+                |                      | 3:36  |
| 9.        | 「Just my way」      | YUI、yukamatsumoto | YUI       | northa+                |                      | 3:19  |
| 10.       | 「Tomorrow's way」   | YUI                | YUI       | Hideyuki DAICHI Suzuki | Ittetsu Gen Strings  | 4:45  |
| 11.       | 「I know」           | YUI                | YUI       | Hideyuki DAICHI Suzuki |                      | 3:04  |
| 12.       | 「TOKYO」            | YUI                | COZZi     | YUI、COZZi             | Ikoman、Mio Okamura  | 4:04  |
| 13.       | 「Spiral & Escape」  | YUI                |           | Ikoman                 |                      | 3:27  |
| 合計時間: | 合計時間:            | 合計時間:          | 合計時間: | 合計時間:              | 合計時間:            | 49:47 |

### 解説
1. Merry・Go・Round
今作のリード曲。
後にベストアルバム『ORANGE GARDEN POP』にも収録された。
2. feel my soul
メジャー1stシングルの表題曲。
3. Ready to love
4. Swing of lie
5. LIFE
メジャー3rdシングルの表題曲。
6. Blue wind
7. I can't say
8. Simply white
9. Just my way
10. Tomorrow's way
メジャー2ndシングルの表題曲。
11. I know
12. TOKYO
メジャー4thシングルの表題曲。
13. Spiral & Escape

## 参加ミュージシャン
- YUI：Vocal & Chorus & Guitar (全曲)

Support Musician
- 鈴木Daichi秀行[注 1]：Guitars & Programming (#1,2,4,5,8〜11)、Bass (#2,4,8,10,11)
- COZZi：Guitars & Bass & Programming (#3,6,7,12)
- Ikoman：Guitars & Programming (#13)、Piano (#12)
- 遠藤"たぼくん"龍弘：Bass (#1)
- イワイエイキチ：Bass (#5)
- 種子田健：Bass (#9)
- 川渕文雄：Bass (#13)
- そうる透：Drums (#1,4,5,11)
- 村石雅行：Drums (#9)
- 小林弌：Percussion (#5)
- 板倉真一：Hammond Organ (#13)
- CHICA：Violin (#4)
- 細川亜維子：Viola (#4)

## タイアップ
- フジテレビ系列月曜9時枠ドラマ『不機嫌なジーン』主題歌 (#2)
- テレビ東京系列アニメ『BLEACH』5代目エンディングテーマ (#5)
- 松竹配給映画『HINOKIO』主題歌 (#10)